# Ignaz Oberparleiter
Ignaz Oberparleiter (3. dubna 1846 Kaplice – 3. ledna 1922 Kaplice) byl pedagog, spisovatel a hudebník.

## Život
Pocházel z Kaplice, kde jeho otec byl ševcem. V letech 1864 až 1866 studoval v Českých Budějovicích na učitelském ústavu. Poté dělal v Kaplici učitele a sbormistra. Jeho dcera Maria Oberparleiterová (1876–1954) byla spisovatelka a básnířka.

## Výběr z díla
- Der Zankapfel (divadelní hra), 1899
- Die Scheinheiligen (divadelní hra), 1900
- Der Findling (novela), 1900
- Der Berghof (román), 1902
- Der Irrlichthof (divadelní hra), 1903;
- Gedenkbuch der Stadt Kaplitz, 1911